# Acuario público de Bruselas
El Acuario público de Bruselas (en francés: Aquarium public de Bruxelles; neerlandés: Openbaar Aquarium van Brussel) se encuentra la avenida Emile Bossaert 27 à Koekelberg en la región de Bruselas en Bélgica. Es un centro de acuariología que permite al público descubrir el mundo submarino.
Inaugurado en septiembre de 2005, el acuario es una herramienta para la investigación y la educación a través de una fiel reconstrucción de los ambientes acuáticos. Su enfoque se centra principalmente en la difusión y educación para la conservación de la biodiversidad, no tiene especies como los tiburones.
Es el segundo acuario de Bruselas. El primero nació en 1906 cerca del Bois de la Cambre y llevaba el nombre de acuario y museo de Peces de Bruselas, pero fue cerrado durante la Segunda Guerra Mundial y después desapareció.